# Коробкина, Дарья Александровна
Дарья Александровна Коробкина (1888 — 2 октября 1914) — русская сестра милосердия, участвовавшая в Первой мировой войне на стороне сербской армии.

## Биография
Уроженка Санкт-Петербурга. Отправилась добровольцем на Первую мировую войну, служила в 5-м пехотном полку 2-й Дринской дивизии сестрой милосердия. По словам полковника сербской армии Николы Христича, утром 1 сентября 1914 года он впервые встретил Дарью на передовой:

Она была одета в сербскую солдатскую блузу и длинную темную юбку, от времени «укороченную» до щиколоток. На голове у неё была шайкача (сербская пилотка), натянутая до ушей, так что я видел только один локон её каштановых волос, что было тоже необычно для того времени. Лицо ее было бледным, не то чтобы красивым, но очень выразительным. В необычных ситуациях иногда все кажется заурядным, и я не очень удивился, наблюдая, как эта женщина смотрит смерти в лицо.

Дарья на ломаном сербском объяснила, что пришла помогать раненым. Христич, поняв, что перед ним стоит русская сестра милосердия, продолжил речь уже на русском, выяснив, что Дарья приехала из Петрограда. По его воспоминаниям, Дарья не боялась погибнуть, вынося раненых из-под обстрела, а страшилась только попадания в плен. В тот день в атаку пошли части 42-й австро-венгерской пехотной дивизии, которых поддерживала артиллерия: при постоянном обстреле австро-венграми сербских позиций к шалашу, где находились Никола и Дарья, стали подвозить огромное количество раненых. Девушка занялась их перевязкой, несмотря на постоянный обстрел и угрозу гибели, а также призывы сербского командования бежать в укрытие. В течение ночи с 1 на 2 сентября Дарья не оставляла ни на минуту раненых, пока командование вынуждено было укрываться в траншеях. По докладу коменданта правого фланга (№ 1205 от 5 февраля 1915 года) 5-го пехотного полка II призыва, за один день Дарья перевязала всего 90 раненых.
В течение 2 сентября части венгерского гонведа предприняли как минимум пять атак на позиции сербов, но были отброшены: 42-я гонведная дивизия и 27-й гонведный пехотный полк не могли занять позиции, которые контролировали два эскадрона тяжёлой и 4 батальона лёгкой пехоты сербского войска. 3 сентября утром сербские войска отправились с Курачице на позиции восточнее железной дороги Шабац — Лозница, и Дарья отправилась вместе с отрядом, который дошёл до Лукичевой стоянки. В обмен на предложение последовать за сербскими войсками на правый берег реки Ядра, в село Стража Дарья вежливо отказалась и ответила, что будет помогать солдатам на передовой. За время своего пребывания в Сербии Дарья побывала и в Белграде.
По данным военных рапортов, Дарья круглосуточно дежурила, помогая раненым сербам: за один день она оказала медицинскую помощь 120 солдатам, о чём свидетельствовал комендант Дринского конного дивизиона II призыва в докладной записке № 194 от 10 сентября 1914 года, написанной под Курьячице, и даже предлагал представить сестру милосердия Дарью Александровну Коробкину к высшей воинской награде. Сербский поэт Милосав Елич был одним из тех, кого Дарья спасла от смерти в боях: он писал, что она относилась ко всем солдатам с нежностью и постоянно говорила, что если бы русские знали о тяжелейших испытаниях сербской армии, они бы мгновенно перешли Карпаты и помогли бы сербской армии.

## Гибель
2 октября 1914 года на горе Гучево во время сражения на Дрине у Эминове-воде, у острова Ада-Курьявица (это сражение известно как «Битва под облаками») Дарья Александровна Коробкина оказывала помощь раненому офицеру. С расстояния примерно 50 метров из австрийской гаубицы был выпущен снаряд, который смертельно ранил Дарью и офицера. Похоронена в братской могиле недалеко от Гучево. О смерти Дарьи упомянул поверенный в делах русской миссии Василий Николаевич Штрандман, который пытался передать это Московскому отделению Российского общества Красного Креста, в котором, однако, Дарья не числилась. Газета «Санкт-Петербургские ведомости» одной из первых в России сообщила о гибели русской подданной на фронте Первой мировой войны.

## Память
- После отступления сербских войск в Албанию на острове Корфу началась публикация газеты «Сербские новости», где было опубликовано стихотворение Милосава Елича «Дарья Александровна» (песню на эти стихи исполняли Бояна и Никола Пековичи)[7][8].
- В 1929 году на месте гибели Дарьи был установлен памятник, средства на которые собирали сербские ветераны Первой мировой войны[4]. Ещё один памятник был открыт в 2014 году на горе Гучево, а в 2016 году в деревне Бачевци (община Баина-Башта)[9].
- В парке Специальной больницы в курорте Баня-Ковиляча стоит панно как знак памяти об участии Дарьи Александровны Коробкиной в сражениях[1].
- В сентябре 2014 года Ивана Жигон, сербская актриса и режиссёр, поставила спектакль «Стойте галеры царские» в Сава-Центре в Белграде. Роль Дарьи в спектакле сыграла Марина Шовран[2].
- Имя Дарьи Коробкиной носит одна из улиц Лозницы[1].

## Комментарии
1. ↑  По состоянию на этот день Дарье было 26 полных лет